# كوشة (شهر أباد)
كوشة (بالفارسية: کوشه) هي قرية تقع في إيران في Shahrabad Rural District. يقدر عدد سكانها بـ 1,768 نسمة .